# Cà de' Sfondrati
Cà de' Sfondrati è una frazione del comune cremonese di Vescovato posta a sudest del centro abitato.

## Storia
La località era un piccolo villaggio agricolo di antica origine del Contado di Cremona con 200 abitanti a metà Settecento insieme alla Cà de' Sprezzagni.
In età napoleonica, dal 1810 al 1816, Cà de' Sfondrati fu frazione di Cicognolo, recuperando l'autonomia con la costituzione del Regno Lombardo-Veneto.
All'unità d'Italia nel 1861, il comune contava 373 abitanti.
Nel 1868 il comune di Cà de' Sfondrati venne annesso dal comune di Cà de' Stefani, che decenni dopo confluirà a sua volta in Vescovato.